# 예비군 반대 운동
예비군 반대 운동은 대한민국의 양심적 병역 거부의 일종으로 1968년 예비군 창설 직후부터 여호와의 증인 등의 양심적 병역 거부 운동과 동시에 예비군 불참으로 시작되었다.

## 개요
1968년 예비군 창설 직후부터 여호와의 증인 등은 양심적인 이유로 예비군 훈련을 거부해 왔다.
1991년에는 건국대학교 복학생 500여 명이 예비군 훈련을 거부하였다.
신 모씨는 2009년부터 종교적 양심에 따라 예비군 훈련을 거부한 혐의로 기소됐다. 그는 이후 예비군훈련을 22번 거부했고 울산지방법원에서 집행유예 1년이 선고됐다.
10일 울산지법 제1형사부는 향토예비군설치법 위반 혐의로 기소돼 1심에서 징역 1년에 집행유예 2년이 선고된 신모(28)씨에게 징역 6월에 집행유예 1년, 사회봉사 200시간을 선고했다고 밝혔다.
재판부는 판결문에서 "병역의무는 궁극적으로는 국민 전체의 인간으로서의 존엄과 가치를 보장하기 위한 것이다"며 "피고인의 양심의 자유가 헌법적 법익보다 우월한 가치라고는 할 수 없다"고 밝혔다. 재판부는 "피고인이 그동안 정당한 사유 없이 22회에 걸쳐 예비군 훈련을 받지 않았으나 사회적으로 양심적 병역거부자에 대한 대체복무제의 실시에 관해 논의가 이뤄지고 있는 점 등을 고려했다"고 덧붙였다.

## 같이 보기
- 양심적 병역 거부
- 연천 예비군 훈련장 폭발 사건